# 小森伸昭
小森 伸昭（こもり のぶあき、1969年5月2日 - ）は、日本の実業家である。アニコム ホールディングスの代表取締役社長である。

## 略歴
- 1969年5月2日 - 兵庫県神戸市[1] で生まれる。
- 1985年 -  神戸市立歌敷山中学校を卒業[2] する。
- 1988年 - 兵庫県立長田高等学校を卒業[2] し、京都大学農学部へ入学する。3年次に経済学部へ転部[3] する。
- 1992年 - 京都大学経済学部を卒業後、東京海上火災保険株式会社に入社する。
- 1996年 - 経済企画庁国民生活局生活調査課へ出向する。
- 1997年 - 同庁調査局内国調査第1課へ異動する。
- 1999年 - 経済企画庁出向を終了し、東京海上火災保険株式会社に戻る。
- 2000年 - 東京海上火災保険株式会社を退職し、anicom、株式会社BSPを設立する。

## テレビ出演
- 日経スペシャル カンブリア宮殿 新しい保険を生み出せ！ ～ペット保険から保険を変える 業界の風雲児の挑戦～（2012年1月26日、テレビ東京）[4]